# Echinopsis santaensis
Echinopsis santaensis ist eine Pflanzenart aus der Gattung Echinopsis in der Familie der Kakteengewächse (Cactaceae). Das Artepitheton santaensis verweist auf das Vorkommen der Art im Tal des Río Santa in Peru.

## Beschreibung
Echinopsis santaensis wächst strauchig mit mehreren von der Basis verzweigten, aufrechten Zweigen und erreicht Wuchshöhen von bis zu 5 Metern. Die zylindrischen, graugrünen und etwas bereiften Triebe weisen  Durchmesser von bis zu 15 Zentimeter auf. Es sind sieben breite und flache Rippen vorhanden, die oberhalb der Areolen eingekerbt sind. Die aus den Areolen entspringenden Dornen sind bräunlich. Der einzelne Mitteldorn ist bis zu 4 Zentimeter lang. Die zwei bis drei Randdornen weisen eine Länge von 2 bis 3 Zentimeter auf.
Über die Blüten und die Früchte ist nichts bekannt.

## Verbreitung und Systematik
Echinopsis santaensis ist in der peruanischen Region Ancash im Tal des Río Santa in Höhenlagen von 2800 bis 3000 Metern verbreitet.
Die Erstbeschreibung als Trichocereus santaensis durch Werner Rauh und Curt Backeberg wurde 1956 veröffentlicht. Heimo Friedrich und Gordon Douglas Rowley stellten die Art 1974 in die Gattung Echinopsis.
Echinopsis santaensis ist nur unzureichend bekannt.

## Nachweise